# 광주여자상업고등학교
광주여자상업고등학교(光州女子商業高等學校)는 대한민국 광주광역시 남구 진월동에 위치한 사립 고등학교이다.

## 학교 연혁
- 1921년 4월 1일 : 유은(惟隱) 최선진 선생이 광주사립호남보통학교 설립
- 1945년 11월 13일 : 동교를 모체로 광주상업중학교 6년제를 설립 운영
- 1958년 2월 3일 : 학칙을 일부 변경, 광주상업고등학교에 여자부 1학급을 병설운영
- 1963년 12월 12일 : 광주여자상업고등학교 6학급 신설인가를 받음
- 1985년 9월 28일 : 각 학년 주간 12학급, 야간 8학급 전학년 60학급 인가
- 1993년 3월 1일 : 광주광역시 남구 진월동 406번지에 교사 신축 이전
- 2007년 10월 8일 : 광주여자상업고등학교 광주광역시교육청으로부터 2008학년도 특성화고 지정 특성화분야 디자인, 회계분야
- 2015년 11월 6일 : 광주여자상업고등학교 학과개편 승인(글로벌금융과 2학급, 글로벌비즈니스과 4학급)
- 2020년 7월 7일 : 글로벌비즈니스과 2학급, 스마트재산경영과 2학급, 스마트금융과 2학급으로 학과 개편
- 2022년 6월 1일 : 제10대 법인 이사장 정행웅 선생 취임
- 2023년 1월 5일 : 광주여자상업고등학교 제60회 졸업(142명, 총 졸업생수 37,907명)
- 2024년 9월 1일 : 제26대 교장 안정준 선생 취임

## 설치 학과
- 공통과정(전문계)
- 스마트재산경영과
- 글로벌비즈니스과
- 스마트금융과

## 참고 자료
- 광주여자상업고등학교 - 한국교육학술정보원 학교알리미